# 東儀哲三郎
東儀 哲三郎（とうぎ てつさぶろう、1884年（明治17年）1月30日 - 1952年（昭和27年）4月20日）は、日本の音楽家・作曲家。元衆議院議員西村眞悟は孫。

## 経歴
東京・神田三崎町出身。
宮中の雅楽を伝える家である、東儀家に生まれる。
宮内省雅楽部をへて東京音楽学校（現東京芸術大学）でユンケルにヴァイオリンを学んだ。
卒業後は母校の教師となる。1915年（大正4年）東京フィルハーモニー会管弦楽団のコンサートマスターに就任した。1921年（大正10年）宝塚音楽歌劇学校の指揮者となり、作曲、編曲にあたり、またオーケストラ編成の充実につとめた。
1938年4月に行われた第6回日本音楽コンクールなどの審査員も務めている。
1952年（昭和27年）4月20日死去。68歳没。

## 家族・親族

### 東儀家
- 妻
- 長女・美智子
- 次女・秀子（衆議院議員西村栄一（民社党第二代委員長）の妻）
  - 1909年（明治42年）1月 - 2002年（平成14年）12月[2]。洗礼名マリア[2]。戦前の秀子は、ピアノを演奏し、多くの人にピアノを教えた[2]。評論家の俵孝太郎の妹のピアノの家庭教師をしたことがあった[6]。
- 男・正博[6]
  - 1912年（大正元年） - 1968年（昭和43年）[6]。
  - 陸軍航空隊に入り、満州で三点を周回する飛行実験で無着陸長距離飛行の世界記録を作った[6]。学生の飛行指導にも熱心であった[6]。戦後22年間彼は飛び続け、ついに1968年（昭和43年）アンボン沖で海に突っ込み消息を絶った[6]。

## 関連
- 東儀家 - 東儀家は大陸からの渡来人・秦氏の流れをくむ。